# Bateria Fedeau
Bateria Fedeau (malt. Batterija ta’ Fedeau, ang. Fedeau Battery) była to bateria artyleryjska w Mellieħa na Malcie. Została zbudowana w latach 1714–1716 przez Zakon św. Jana jako jedna z serii nadbrzeżnych fortyfikacji dokoła wysp maltańskich. Bateria została zburzona w XX wieku.
Bateria Fedeau była również znana jako Bateria Vendôme (malt. Batterija ta’ Vendôme, ang. Vendôme Battery), Bateria Ta’ Kassisu (malt. Batterija ta’ Qassisu, ang. Ta’ Kassisu Battery) lub Bateria Mellieħa Lewa (ang. Mellieħa Left Battery).

## Historia
Bateria Fedeau została zbudowana w latach 1714–1716 jako część pierwszego programu budowy fortyfikacji nadbrzeżnych przez Zakon św. Jana. Był częścią łańcucha fortyfikacji, które broniły Mellieħa Bay, w skład którego wchodziła też bateria Westreme, reduta Mellieħa oraz kilka umocnień (entrenchments).
Rycerz Mongontier podarował 423 scudi na budowę baterii, pozostałe 899 scudi zapłacił Zakon. Bateria w wyglądzie podobna była do baterii Ferretti. Składała się z półokrągłej platformy strzelniczej z parapetem z trzema strzelnicami. W gardzieli znajdowały się dwa blokhauzy z redanem w centrum.
W roku 1748 Wielki Mistrz Manuel Pinto da Fonseca przekształcił baterię w zakład przetwórstwa tuńczyka. Pomimo tego, nie straciła ona swej funkcji obronnej, odkąd w roku 1770 uzbrojona została w cztery działa 8-funtowe.
Bateria została zburzona w XX wieku. Na jej miejscu znajduje się teraz Mellieha Bay Hotel.